# Vladimir Buač
Vladimir Buač, né le 26 décembre 1984 à Knin, est un footballeur professionnel serbe évoluant au poste d'attaquant et de milieu de terrain reconverti entraineur.

## Parcours de joueur

### Débuts
Il joue entre 2003 et 2009 en équipe première du FK Vojvodina Novi Sad, où il a également été formé.
Il y a été vice-champion de Serbie en 2009.

### L'échec en France
En juillet 2009 il tente une expérience en France, au Vannes OC en Ligue 2, mais ne peut finalement réaliser son essai à cause d'une blessure.

Finalement, il s'engage quelques semaines plus tard au Nîmes Olympique, également en Ligue 2 et rejoint son compatriote et ancien coéquipier Miodrag Stošić.
Mais contrairement à ce dernier, il ne va pas s'imposer dans sa nouvelle formation. Aligné sporadiquement lors de sa première saison au club, il disparait totalement durant la deuxième.
Il résilie son contrat à l'amiable en janvier 2011.

### Retour en Serbie
En août 2011, il rentre en Serbie et s'engage en faveur du BSK Borča classé 12e de l'exercice précédent.
Il joue désormais comme milieu de terrain, parfois défensif, et non plus comme attaquant polyvalent.

## Palmarès
- Championnat de Serbie:
  - Vice-Champion : 2009

- Coupe de Serbie:
  - Finaliste : 2007

## Parcours d'entraineur
- depuis sep. 2017 :  FK Vojvodina Novi Sad